# Psaliodes subfulvescens
Psaliodes subfulvescens là một loài bướm đêm trong họ Geometridae.